# Севілл (Флорида)
Севілл (англ. Seville) — переписна місцевість (CDP) в США, в окрузі Волусія штату Флорида. Населення — 580 осіб (2020).

## Географія
Севілл розташований за координатами 29°20′29″ пн. ш. 81°30′9″ зх. д. / 29.34139° пн. ш. 81.50250° зх. д. (29.341345, -81.502402).  За даними Бюро перепису населення США в 2010 році переписна місцевість мала площу 21,07 км², з яких 18,39 км² — суходіл та 2,68 км² — водойми.

## Демографія
Згідно з переписом 2010 року, у переписній місцевості мешкало 614 осіб у 200 домогосподарствах у складі 152 родин. Густота населення становила 29 осіб/км².  Було 257 помешкань (12/км²).
Расовий склад населення:
| - 56,8 % — білих - 24,1 % — чорних або афроамериканців - 1,1 % — корінних американців - 0,3 % — азіатів - 16,4 % — осіб інших рас |

До двох чи більше рас належало 1,1 %. Частка іспаномовних становила 26,9 % від усіх жителів.
За віковим діапазоном населення розподілялося таким чином: 30,8 % — особи молодші 18 років, 52,4 % — особи у віці 18—64 років, 16,8 % — особи у віці 65 років та старші. Медіана віку мешканця становила 37,8 року. На 100 осіб жіночої статі у переписній місцевості припадало 93,7 чоловіків;  на 100 жінок у віці від 18 років та старших — 85,6 чоловіків також старших 18 років.
За межею бідності перебувало 61,3 % осіб, у тому числі 83,2 % дітей у віці до 18 років та 11,6 % осіб у віці 65 років та старших.
Цивільне працевлаштоване населення становило 223 особи. Основні галузі зайнятості: роздрібна торгівля — 21,1 %, транспорт — 18,4 %, освіта, охорона здоров'я та соціальна допомога — 12,6 %, публічна адміністрація — 9,4 %.